# Cayeux-en-Santerre
Cayeux-en-Santerre är en kommun i departementet Somme i regionen Hauts-de-France i norra Frankrike. Kommunen ligger i kantonen Moreuil som tillhör arrondissementet Montdidier. År 2022 hade Cayeux-en-Santerre 123 invånare.

## Befolkningsutveckling
Antalet invånare i kommunen Cayeux-en-Santerre
| Referens: INSEE |